# Operação Varsity
A Operação Varsity foi uma grande e bem sucedida operação militar paraquedista lançada pelas forças Aliadas perto do fim da Segunda Guerra Mundial. Envolveu mais de 16 000 soldados paraquedistas e milhares de aeronaves, sendo, até aquele momento, a maior operação militar paraquedista da história.
A Varsity fazia parte da Operação Plunder, uma campanha militar Anglo-Americana-Canadense, comandada pelo marechal-de-campo Bernard Montgomery, que tinha como objetivo cruzar o rio Reno e entrar no norte da Alemanha. Varsity deveria dar apoio para as tropas terrestres que avançavam pelo Reno na região oeste alemã. No total, duas divisões paraquedistas se lançaram na banda leste do rio Reno, próximo ao vilarejo de Hamminkeln e a cidade de Wesel.
O plano pedia para que duas divisões do XVIII Corpo Aerotransportado do exército dos Estados Unidos, sob comando do major-general Matthew B. Ridgway, capturassem territórios chave do inimigo e ainda causar caos nas defesas alemãs, ajudando o avanço das forças terrestres Aliadas no oeste da Alemanha. A 6ª Divisão Paraquedista do exército britânico foi mandada para tomar os vilarejos de Schnappenberg e Hamminkeln, limpar a floresta de Diersfordt da presença de tropas alemãs e capturar três pontes sobre o rio Issel. A 17ª Divisão Paraquedista americana capturaria a vila de Diersfordt e ajudaria a limpar o resto da floresta de Diersfordter da presença do inimigo. As duas divisões iriam segurar o território conquistado até a chegada do 21º Grupo de Exército dos Aliados e então se juntar a eles no grande avanço contra a região norte da Alemanha Nazista.
A operação paraquedista aconteceu no meio de uma série de erros de cálculo e execução, mais notavelmente quando pilotos do 513º regimento de infantaria aerotransportada americano, da 17ª Divisão, lançaram seus paraquedistas muito longe da zona de pouso e os deixaram em território que deveria ter sido dos britânicos. Apesar desses contratempos, a operação foi um sucesso, com as duas divisões Aliadas tomando suas posições ao longo do Reno, principalmente as vitais pontes, além de terem capturado cidades da região que eram usadas como base pelas forças alemãs para resistir ao avanço das tropas britânicas no oeste. Essas duas divisões perderam mais de 2 000 homens, mas conseguiram fazer pelo menos 3 500 prisioneiros alemães. A Varsity foi a maior operação paraquedista lançada pelos Aliados durante a Segunda Grande Guerra.